# Сидар Блафс (Небраска)
Сидар Блафс (енгл. Cedar Bluffs) град је у америчкој савезној држави Небраска.

## Демографија
По попису из 2010. године број становника је 610, што је 5 (-0,8%) становника мање него 2000. године.
| Група             | 2000.       | 2010.       |
| Белци             | 608 (98,9%) | 587 (96,2%) |
| Афроамериканци    | 1 (0,2%)    | 0 (0,0%)    |
| Азијати           | 0 (0,0%)    | 1 (0,2%)    |
| Хиспаноамериканци | 1 (0,2%)    | 11 (1,8%)   |
| Укупно            | 615         | 610         |